# Eugène Cyrille Houndékon
Eugène Cyrille Houndékon (ur. 28 stycznia 1960 w Kotonu) – beniński duchowny rzymskokatolicki, od 2008 biskup Abomey.

## Życiorys
Święcenia kapłańskie przyjął 5 maja 1986 i został inkardynowany do archidiecezji Kotonu. Po święceniach przez dwa lata pracował jako wikariusz parafialny. W latach 1988–1995 studiował w Rzymie, zaś po powrocie do kraju został wykładowcą seminarium w Quidah. W 1996 został podsekretarzem benińskiej Konferencji Episkopatu, natomiast trzy lata później wybrano go na jej sekretarza generalnego.
20 grudnia 2007 został mianowany biskupem Abomey. Sakry biskupiej udzielił mu 3 lutego 2008 kard. Bernardin Gantin.
W 2016 został wybrany wiceprzewodniczącym Konferencji Episkopatu Beninu.